# Leptinopterus ibex
Leptinopterus ibex is een keversoort uit de familie vliegende herten (Lucanidae). De wetenschappelijke naam van de soort is voor het eerst geldig gepubliceerd in 1820 door Billberg.